# Galactia regularis
Galactia regularis là một loài thực vật có hoa trong họ Đậu. Loài này được (L.) Britton & al. miêu tả khoa học đầu tiên.